# 152
Năm 152 là một năm trong lịch Julius. 